# Mercedes-Benz W 415
| Sterne im Euro-NCAP-Crashtest November 2013 |

Der Citan (intern: W 415) ist ein Hochdachkombi der Marke Mercedes-Benz. Mercedes-Benz brachte ihn am 27. Oktober 2012 in Europa als Nachfolger des Vaneo (Mercedes-Benz W 414) auf den Markt. Er wurde zusammen mit dem Renault Kangoo der zweiten Generation, mit dem er weitgehend baugleich ist, im nordfranzösischen Maubeuge vom Unternehmen Maubeuge Construction Automobile produziert; lediglich die Elektroversion behielt Renault für sich. Das Nachfolgemodell (Mercedes-Benz W 420) wurde im August 2021 vorgestellt.

## Versionen
Der Citan wurde in drei verschiedenen Versionen sowie in drei Längen angeboten. Zur Auswahl standen der Citan Kastenwagen, der mit allen drei verfügbaren Längen (kompakt: 3937 mm, lang: 4321 mm, extralang: 4705 mm) kombiniert werden konnte, der sogenannte Citan Mixto, ein verglaster Kastenwagen mit fünf Sitzplätzen und Laderaum, der nur in der extralangen Version angeboten wurde, und einen Hochdachkombi mit der Bezeichnung Citan Kombi. Dieses Fahrzeug war in der langen Version mit fünf Sitzplätzen oder in der extralangen Version mit sieben Sitzplätzen erhältlich und hat wie der „Citan Mixto“ serienmäßig zwei Schiebetüren. Der Kastenwagen (lang und extralang) hat serienmäßig eine Schiebetür auf der rechten Seite, wahlweise auch zusätzlich auf der linken Seite.

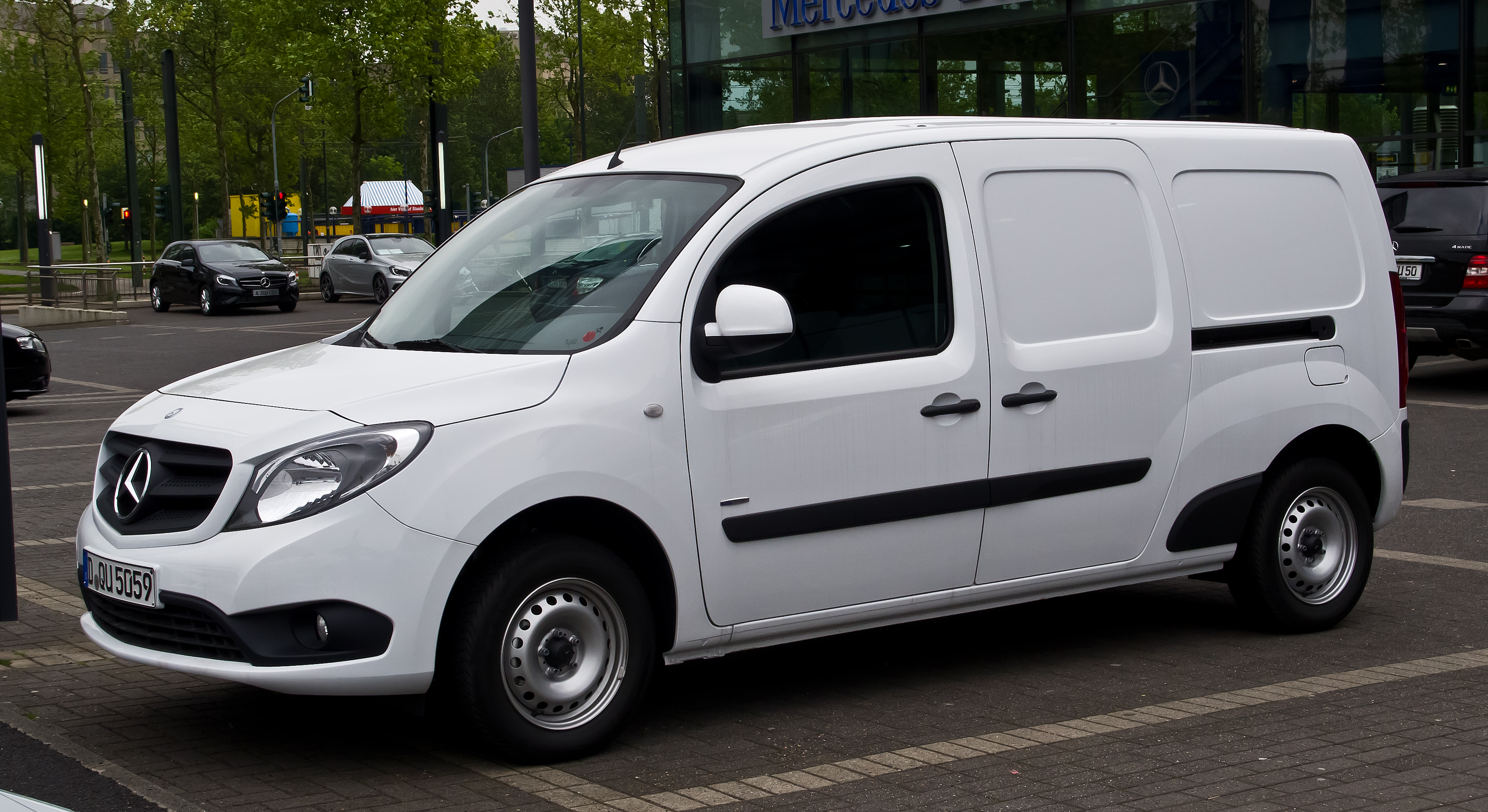
Citan Kastenwagen Extralang 109 CDI BlueEFFICIENCY
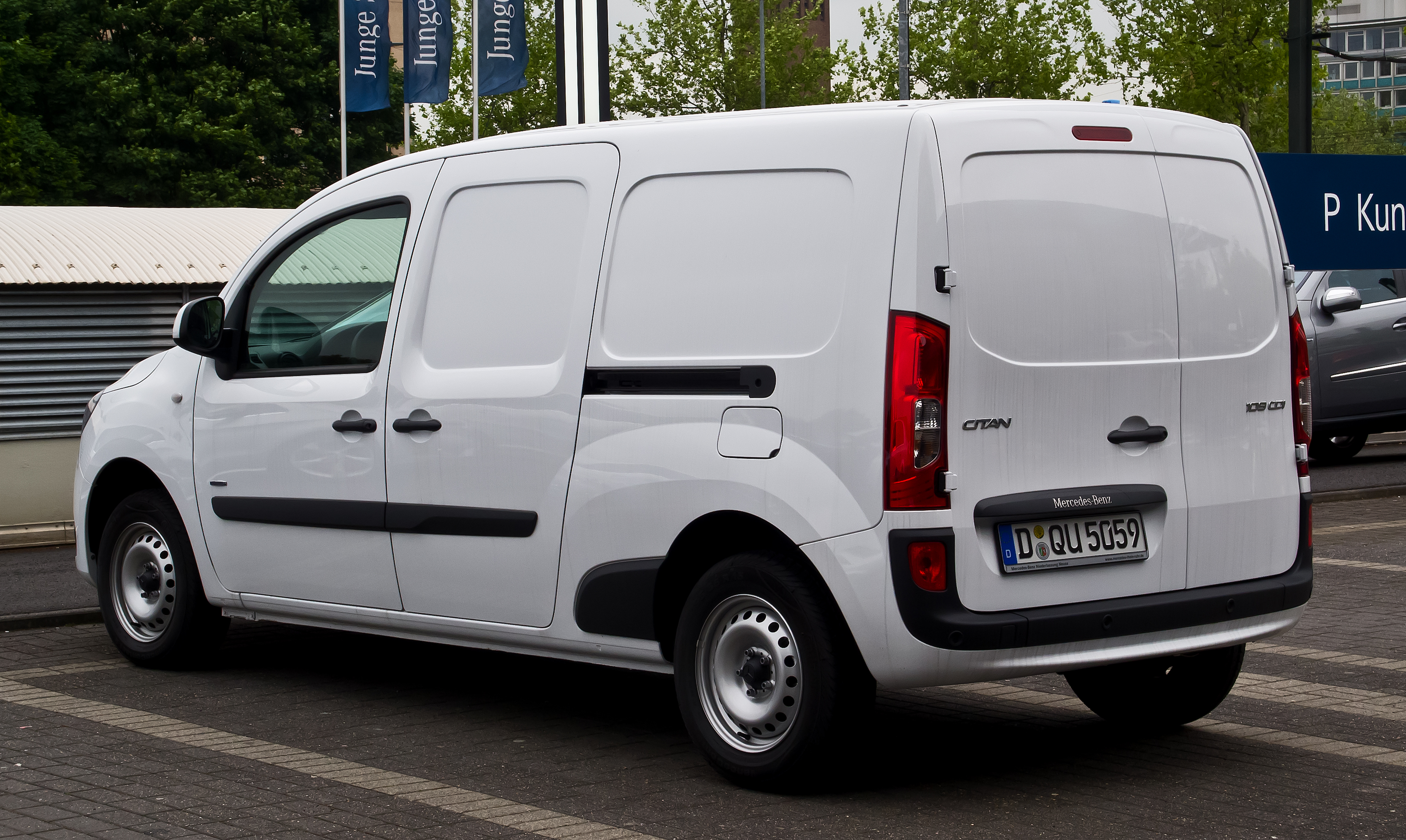
Citan Kastenwagen, Heckseitenansicht
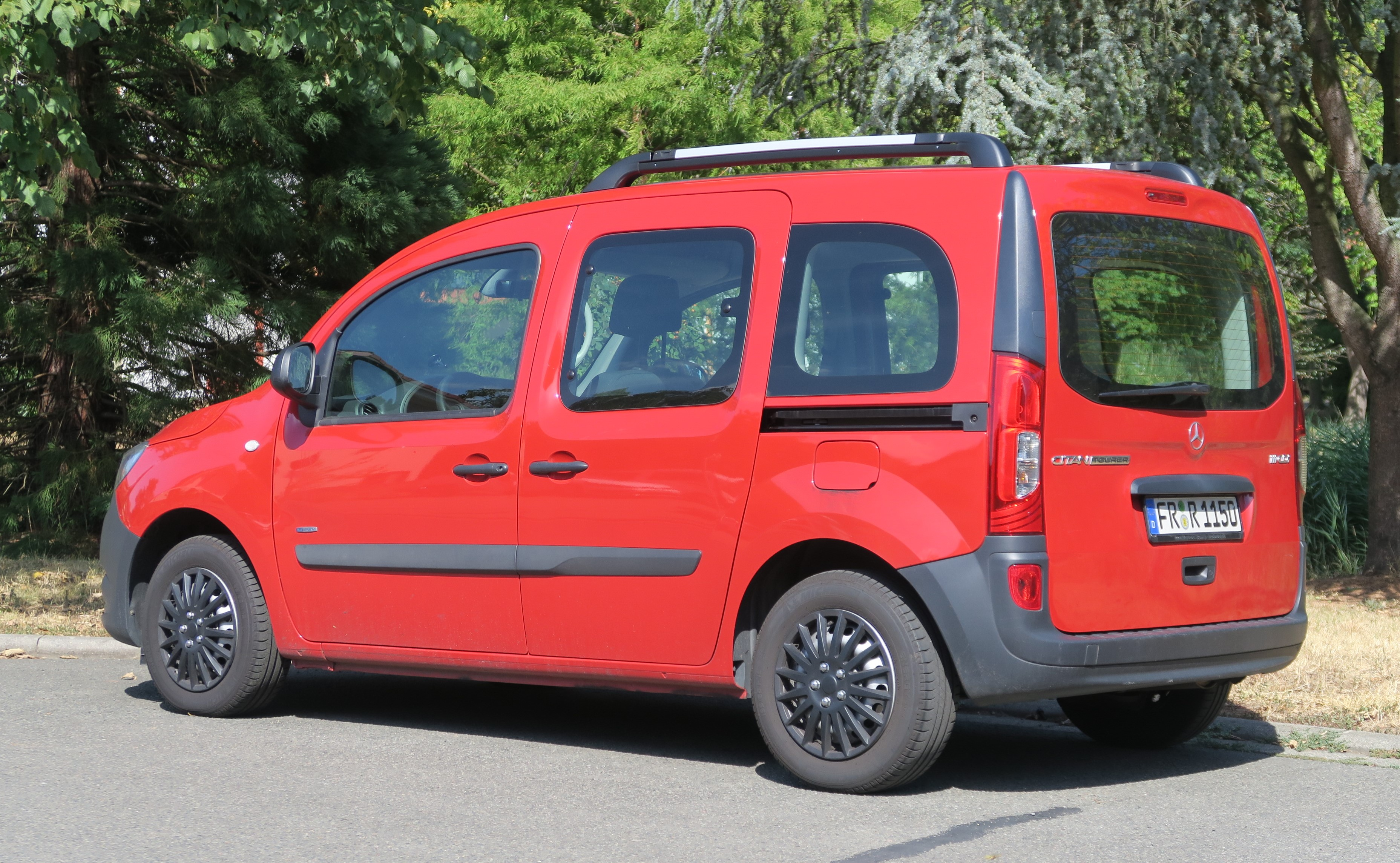
Mercedes-Benz Citan Kombi
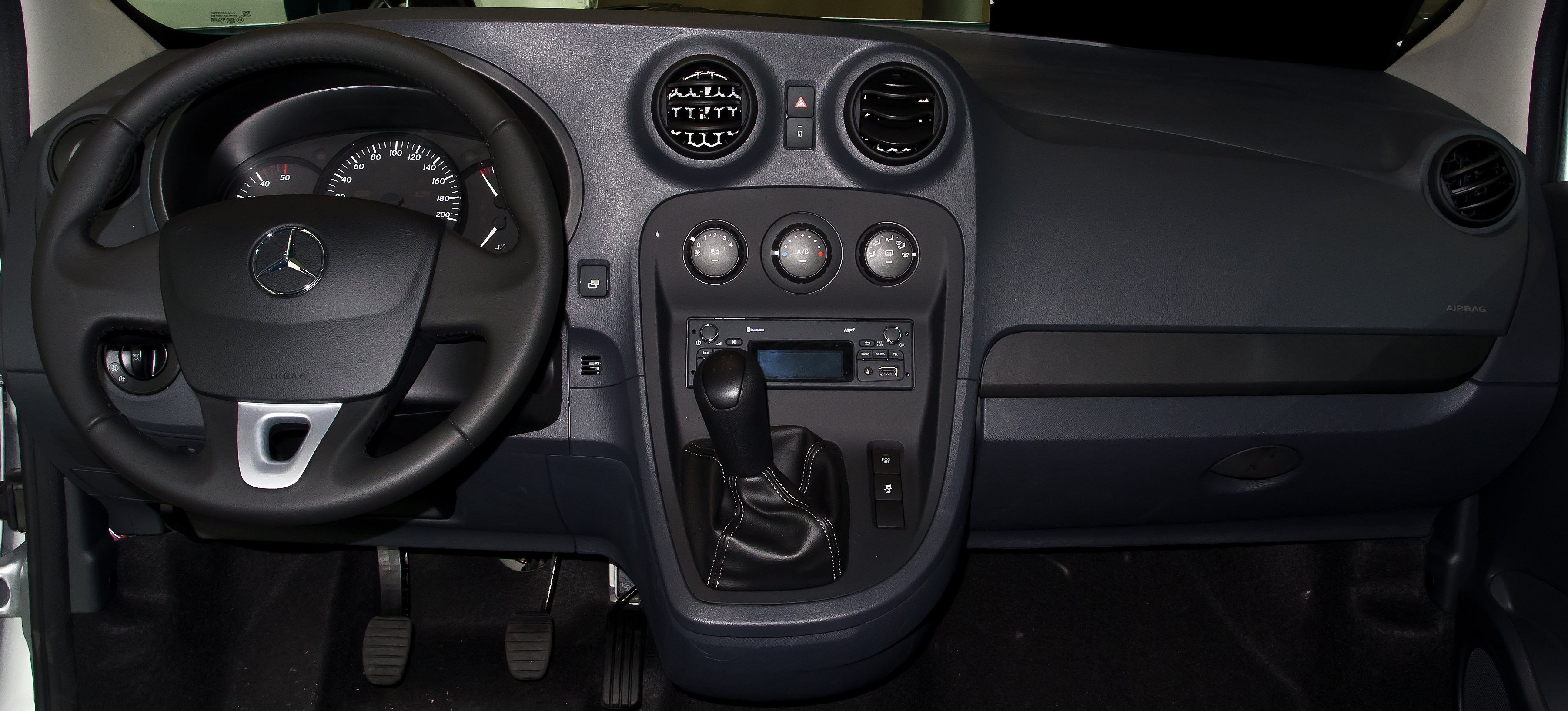
Citan, Instrumententafel

## Technische Daten
Zu Beginn wurde der Citan mit zwei 1,5 Liter großen Dieselmotoren mit einer Leistung von 55 kW (75 PS) und 66 kW (90 PS) angeboten. Beide sind an ein Fünfgang-Schaltgetriebe gekoppelt. Eine Schaltpunktanzeige ist serienmäßig. Im Sommer 2013 wurde das Motorenangebot erweitert. Es gibt einen mit Turbolader aufgeladenen 1,2-Liter-Ottomotor mit Direkteinspritzung, der 84 kW (114 PS) leistet und eine weitere Leistungsstufe des 1,5-Liter-Dieselmotors mit 81 kW (110 PS). Während der Ottomotor serienmäßig als BlueEFFICIENCY-Modell angeboten wird, ist dieses Paket für die Dieselmodelle wahlweise erhältlich. Es umfasst ein Start-Stopp-System, Bremsenergierückgewinnung sowie Reifen mit geringerem Rollwiderstand, so dass der Verbrauch um bis zu 0,4 l auf 100 km reduziert wird. Ab Sommer 2016 war der Ottomotor wahlweise auch mit einem 6-Gang-Doppelkupplungsgetriebe (6G-DCT) erhältlich.
Alle Räder sind einzeln aufgehängt; die vorderen an Querlenkern und MacPherson-Federbeinen, hinten ist eine Verbundlenkerachse eingebaut. Alle Räder haben Scheibenbremsen.
| Kenngrößen                                  | 112 BlueEFFICIENCY             | 108 CDI                        | 108 CDI BlueEFFICIENCY         | 108 CDI                        | 109 CDI                        | 109 CDI BlueEFFICIENCY         | 109 CDI                        | 111 CDI                        | 111 CDI BlueEFFICIENCY         | 111 CDI                        |
| Bauzeitraum                                 | 06/2013–08/2018                | 09/2012–11/2019                | 09/2012–11/2019                | 02/2019–08/2021                | 09/2012–11/2019                | 09/2012–11/2019                | 02/2019–08/2021                | 06/2013–11/2019                | 06/2013–11/2019                | 02/2019–08/2021                |
| Motorkenndaten                              |                                |                                |                                |                                |                                |                                |                                |                                |                                |                                |
| Motorbezeichnung *                          | M 200 DE 12 AL                 | OM 607 DE 15 LA red.           | OM 607 DE 15 LA red.           | OM 607 DE 15 LA red.           | OM 607 DE 15 LA                | OM 607 DE 15 LA                | OM 607 DE 15 LA                | OM 607 DE 15 LA                | OM 607 DE 15 LA                | OM 607 DE 15 LA                |
| Motortyp                                    | R4-Ottomotor                   | R4-Dieselmotor                 | R4-Dieselmotor                 | R4-Dieselmotor                 | R4-Dieselmotor                 | R4-Dieselmotor                 | R4-Dieselmotor                 | R4-Dieselmotor                 | R4-Dieselmotor                 | R4-Dieselmotor                 |
| Gemischaufbereitung                         | Direkteinspritzung             | Common-Rail-Direkteinspritzung | Common-Rail-Direkteinspritzung | Common-Rail-Direkteinspritzung | Common-Rail-Direkteinspritzung | Common-Rail-Direkteinspritzung | Common-Rail-Direkteinspritzung | Common-Rail-Direkteinspritzung | Common-Rail-Direkteinspritzung | Common-Rail-Direkteinspritzung |
| Motoraufladung                              | Turbolader                     | Turbolader                     | Turbolader                     | Turbolader                     | Turbolader                     | Turbolader                     | Turbolader                     | Turbolader                     | Turbolader                     | Turbolader                     |
| Hubraum                                     | 1192 cm³                       | 1461 cm³                       | 1461 cm³                       | 1461 cm³                       | 1461 cm³                       | 1461 cm³                       | 1461 cm³                       | 1461 cm³                       | 1461 cm³                       | 1461 cm³                       |
| max. Leistung                               | 84 kW (114 PS) bei 4500/min    | 55 kW (75 PS) bei 4000/min     | 55 kW (75 PS) bei 4000/min     | 59 kW (80 PS) bei 3750/min     | 66 kW (90 PS) bei 4000/min     | 66 kW (90 PS) bei 4000/min     | 70 kW (95 PS) bei 3750/min     | 81 kW (110 PS) bei 4000/min    | 81 kW (110 PS) bei 4000/min    | 85 kW (116 PS) bei 3750/min    |
| max. Drehmoment                             | 190 Nm bei 2000–4000/min       | 180 Nm bei 1750–2500/min       | 180 Nm bei 1750–2500/min       | 210 Nm bei 1750–2250/min       | 200 Nm bei 1750–2750/min       | 200 Nm bei 1750–2750/min       | 230 Nm bei 1750–2250/min       | 240 Nm bei 1750–2750/min       | 240 Nm bei 1750–2750/min       | 260 Nm bei 2000–2500/min       |
| Kraftübertragung                            |                                |                                |                                |                                |                                |                                |                                |                                |                                |                                |
| Antrieb, serienmäßig                        | Vorderradantrieb               | Vorderradantrieb               | Vorderradantrieb               | Vorderradantrieb               | Vorderradantrieb               | Vorderradantrieb               | Vorderradantrieb               | Vorderradantrieb               | Vorderradantrieb               | Vorderradantrieb               |
| Getriebe, serienmäßig [ optional ]          | 6-Gang-Schaltgetriebe [6G-DCT] | 5-Gang-Schaltgetriebe          | 5-Gang-Schaltgetriebe          | 6-Gang-Schaltgetriebe          | 5-Gang-Schaltgetriebe          | 5-Gang-Schaltgetriebe          | 6-Gang-Schaltgetriebe          | 6-Gang-Schaltgetriebe          | 6-Gang-Schaltgetriebe          | 6-Gang-Schaltgetriebe          |
| Messwerte                                   |                                |                                |                                |                                |                                |                                |                                |                                |                                |                                |
| Höchstgeschwindigkeit                       | 173 km/h                       | 147–150 km/h                   | 147–150 km/h                   | k. A.                          | 155–160 km/h                   | 155–160 km/h                   | k. A.                          | 165–170 km/h                   | 165–170 km/h                   | 172 km/h                       |
| Beschleunigung, 0–100 km/h                  | 11,7 s                         | 16,1–16,3 s                    | 16,1–16,3 s                    | k. A.                          | 13,1–13,3 s                    | 13,1–13,3 s                    | k. A.                          | 12,3–12,5 s                    | 12,3–12,5 s                    | k. A.                          |
| Kraftstoffverbrauch auf 100 km (kombiniert) | 6,2 l Super,[6,4 l Super]      | 4,6–4,8 l Diesel               | 4,3–4,6 l Diesel               | 4,5–4,6 l Diesel               | 4,6–5,0 l Diesel               | 4,3–4,7 l Diesel               | 4,5–4,6 l Diesel               | 4,6–4,7 l Diesel               | 4,4 l Diesel                   | 4,6–4,8 l Diesel               |
| CO2-Emission (kombiniert)                   | 140 g/km [144 g/km]            | 112–123 g/km                   | 119–126 g/km                   | 118–121 g/km                   | 119–130 g/km                   | 112–123 g/km                   | 117–122 g/km                   | 119–123 g/km                   | 115 g/km                       | 121–125 g/km                   |
| Abgasnorm nach EU-Klassifikation            | Euro 5, seit 2015 Euro 6       | Euro 5, seit 2015 Euro 6       | Euro 5, seit 2015 Euro 6       | Euro 6d-TEMP                   | Euro 5, seit 2015 Euro 6       | Euro 5, seit 2015 Euro 6       | Euro 6d-TEMP                   | Euro 5, seit 2015 Euro 6       | Euro 5, seit 2015 Euro 6       | Euro 6d-TEMP                   |

Werte in eckigen Klammern [ ] für Modelle mit Automatikgetriebe
* Die Motorbezeichnung ist wie folgt verschlüsselt:
M =Motor (Otto), OM = Ölmotor (Diesel), Baureihe = 3-stellig, DE = Direkteinspritzung, A = Abgasturbolader, L = Ladeluftkühlung, LA = wie A und L, red. = reduzierte(r) Leistung/Hubraum

## Crashtests 2013
Ende April 2013 kritisierte der ADAC die Sicherheit des Citan, der im Euro-NCAP-Crashtest nur drei von fünf möglichen Sternen erhielt und „große Schwächen und Sicherheitsmängel“ habe.
Im Rahmen einer Rückrufaktion wurde die Sicherheitsausstattung durch Austausch des Fenster-Airbags verbessert. Bei einem erneuten Euro-NCAP-Crashtest im November 2013 erhielt das Fahrzeug vier von fünf möglichen Sternen.